# 宮園浩平

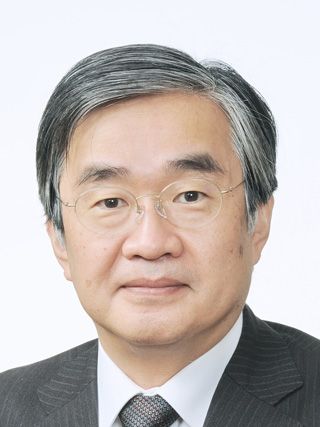
日本学士院より公表された肖像

宮園 浩平（みやぞの こうへい、1956年9月15日 -）は、日本の医学者（腫瘍生物学）。東京大学卓越教授。主な業績はがん細胞におけるTGF-βの作用機構の発見。医学博士（東京大学）。
佐賀県鹿島市出身。1981年東京大学医学部医学科卒業。ウプサラ大学ルートヴィヒ癌研究所留学を経て、1995年癌研究会癌研究所生化学部長。2000年東京大学大学院医学系研究科教授。 2011年医学部長。2015年から2017年まで日本癌学会理事長。2017年日本学士院会員選出。2019年東京大学理事・副学長。2025年3月6日時点で総合科学技術・イノベーション会議の常勤議員であり、同月17日に新たに総合科学技術・イノベーション会議（第77回）に参加している。

## 主な受賞・栄誉歴
- 1997年 ベルツ賞1等賞
- 2002年 高松宮妃癌研究基金学術賞
- 2003年 持田記念学術賞
- 2005年 井上学術賞
- 2008年 武田医学賞
- 2009年 紫綬褒章受章[4]
- 2010年 藤原賞
- 2011年 日本学士院賞
- 2023年 文化功労者[5]

## 編著
- 『B細胞増殖因子のバイオロジー』羊土社 1992年
- 『サイトカイン・増殖因子』羊土社 1995年
- 『細胞増殖因子療法』メディカルレビュー社 1996年
- 『Bioscience 用語ライブラリー サイトカイン･増殖因子 改訂版』（菅村和夫と共編）羊土社 1998年
- 『サイトカイン・増殖因子キーワード事典 膨大なデータを徹底整理する』羊土社 2015年